# FURIL'
FURIL'（フリルズ）は、日本の声優ユニット。元メンバーは「FURIL（フリル）」の名称で、氷上恭子・野上ゆかな・宮村優子を中心にした三人構成になっている。後に今井由香が加入し、「FURIL'（フリルズ）」に改称された。
この四人はテレビアニメ『愛天使伝説ウェディングピーチ』のメインキャラクターの主役を担当する。1995年7月21日にキングレコードよりデビューアルバム『ウェディングピーチ FURIL』が発売されている。

## 音楽作品
- 夢見る愛天使
- 21世紀のジュリエット
- ヴァージンラブ
- ウェディングピーチ FURIL
- ウェディングピーチ プレミアムCD
- ウェディングピーチ クリスマスCD
- Merry Angel
- Sweet Little Love
- 夏がくれた宝石
- モノクローム

## タイアップ一覧
| 曲名                 | タイアップ                                                          |
| -------------------- | ------------------------------------------------------------------- |
| 夢見る愛天使         | テレビアニメ『愛天使伝説ウェディングピーチ』第1期オープニングテーマ |
| 21世紀のジュリエット | テレビアニメ『愛天使伝説ウェディングピーチ』第1期エンディングテーマ |
| ヴァージンラブ       | テレビアニメ『愛天使伝説ウェディングピーチ』第2期エンディングテーマ |
| Merry Angel          | OVA『ウェディングピーチDX』オープニングテーマ                       |
| Sweet Little Love    | OVA『ウェディングピーチDX』エンディングテーマ                       |
| 夏がくれた宝石       | OVA『ウェディングピーチDX』挿入歌                                   |
| モノクローム         | OVA『ウェディングピーチDX』挿入歌                                   |